# ادبیات فرانسه
ادبیات فرانسه (به فرانسوی: Littérature française) ممکن است دو معنا داشته باشد:
- ادبیاتی که فرانسویان نوشته باشند.
- ادبیاتی که به زبان فرانسه نوشته شده باشد.

آثار نوشته شده به زبان فرانسه توسط شهروندان کشورهایی مانند بلژیک، کانادا، سوییس، مراکش، الجزایر و سنگال با عنوان ادبیات فرانکوفون شناخته می‌شوند. طبق داده‌های موجود در سال ۲۰۰۶، نویسندگان فرانسوی‌زبان بیش از هر ملیت دیگری جایزه ادبی نوبل را از آن خود کرده‌اند.

## ادبیات فرانسه‌زبان
ادبیاتی که به زبان فرانسه نوشته می‌شود در چندین کشور و در قاره‌های متفاوت یافت می‌شود. برای توضیح بیشتر مقالات زیر را ببینید:
- ادبیات فرانسه‌زبان
- نویسندگان فرانسه زبان با ترتیب تاریخی
- نویسندگان فرانسه زبان با ترتیب الفبایی

## ادبیات در فرانسه
ادبیاتی که خود فرانسویان نوشته‌اند تاریخی دراز از سده‌های میانه تا به امروز دارد.

## تاریخ ادبیات فرانسه
- ادبیات فرانسه در سده‌های میانه
  - آواز ژست
  - ادبیات کورتوآز
    - رمان کورتوآز

  - ادبیات بورژوازی
  - شعر در سده‌های میانه
    - شعر کورتوآز
    - شعر بورژوآزی
- ادبیات فرانسه در قرن شانزدهم
  - نوزایی فرانسه
  - ویژگی‌های انسان‌گرایی در قرن شانزدهم
- ادبیات فرانسه در قرن هفدهم
- ادبیات فرانسه در قرن هجدهم
- ادبیات فرانسه در قرن نوزهم
- ادبیات فرانسه در قرن بیستم

## آثار ترجمه شده به فارسی
ادبیات فرانسه، نویسنده جان دی. لاینز، مترجم میثم پارسا، نشر شوند، ۱۳۹۶.